# District de Rolpa
Le district de Rolpa (en népalais : रोल्पा जिल्ला) est l'un des 77 districts du Népal. Il est rattaché à la province de Lumbini. La population du district s'élevait à 221 177 habitants en 2011.

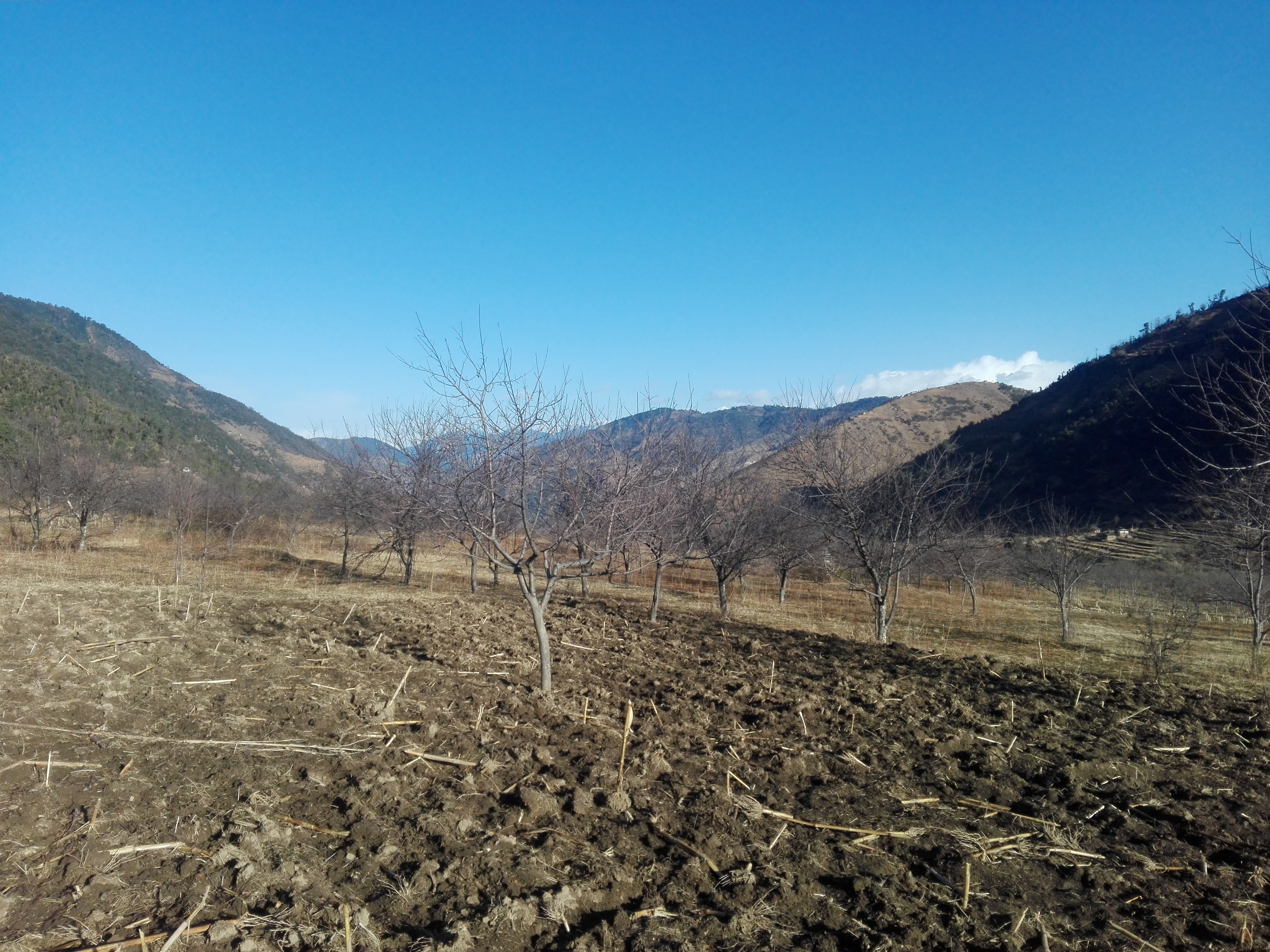
Verger à Chalabang

## Histoire
Il faisait partie de la zone de Rapti et de la région de développement Moyen-Ouest jusqu'à la réorganisation administrative de 2015 où ces entités ont disparu.

## Subdivisions administratives
Le district de Rolpa est subdivisé en 10 unités de niveau inférieur, dont une municipalité et 9 gaunpalikas ou municipalités rurales.
| #  | Nom          | Nom en népalais | Type         | Population (2011) | Superficie (km2) |
| -- | ------------ | --------------- | ------------ | ----------------- | ---------------- |
| 1  | Rolpa        | रोल्पा             | municipalité | 32 759            | 270,42           |
| 2  | Triveni      | त्रिवेणी            | gaunpalika   | 22 957            | 205,39           |
| 3  | Paribartan   | परिवर्तन          | gaunpalika   | 20 778            | 163,01           |
| 4  | Madi         | माडीी              | gaunpalika   | 17 986            | 129,05           |
| 5  | Runtigadhi   | रुन्टीगढी           | gaunpalika   | 27 929            | 232,69           |
| 6  | Lungri       | लुङग्री            | gaunpalika   | 23 631            | 135,23           |
| 7  | Gangadeo     | गंगादेव            | gaunpalika   | 20 009            | 124,38           |
| 8  | Sunchahari   | सुनछहरी           | gaunpalika   | 16 034            | 277,62           |
| 9  | Sunil Smriti | सुनिल स्मृति         | gaunpalika   | 28 213            | 156,55           |
| 10 | Thawang      | थवाङ             | gaunpalika   | 10 881            | 191,07           |